# Tullgrenella selenita
Tullgrenella selenita là một loài nhện trong họ Salticidae.
Loài này thuộc chi Tullgrenella. Tullgrenella selenita được María Elena Galiano miêu tả năm 1970.